# Aspiratie (taalkunde)
Aspiratie is in de fonetiek de benaming voor de luchtstroom vanuit het spraakkanaal die gepaard gaat met het uitspreken van sommige obstruenten. Dit verschijnsel kan zowel fonetisch als fonologisch van aard zijn.

## Diakritische tekens
Aspiratie wordt in de geschreven taal vaak weergegeven door middel van een spiritus. In het Internationaal Fonetisch Alfabet wordt aspiratie weergegeven door middel van een h in superscript voor of achter de betreffende medeklinker: [ʰ].

## Beschrijving
Bij het articuleren van stemloze medeklinkers zijn de stembanden wijd geopend, terwijl ze bij het articuleren van stemhebbende medeklinkers geheel of gedeeltelijk gesloten zijn. Aspiratie van stemloze medeklinkers treedt op wanneer de stembanden enige tijd vóór of na het uitspreken van de medeklinker open blijven (in het eerste geval spreekt men bij voorkeur van "pre-aspiratie"). Dit verschijnsel kan gemakkelijk worden gemeten aan de hand van de Voice Onset Time, ofwel de tijd van de "onset" van de lettergreep vóór de nucleus.
Aspiratie van met name plosieven treedt het vaakst op aan het begin van woorden en lettergrepen, maar in sommige talen zoals het Oost-Armeens gebeurt het ook aan het eind van woorden. 
De omgekeerde klankverschuiving wordt desaspiratie genoemd. Desaspiratie vond bijvoorbeeld plaats in het Oudgrieks, bijvoorbeeld in combinatie met gedeeltelijke reduplicatie om het perfectum te vormen (zie ook Wet van Grassmann).
Aspiratie wordt gezien als een vorm van lenitie.

## Aspiratie als fonologisch verschijnsel
In sommige talen zoals het Engels treedt aspiratie alleen als fonetisch verschijnsel op, bijvoorbeeld aan het begin van woorden als pen en ten. In veel andere talen, zoals de Chinese talen, de Indo-Arische talen, het IJslands, Koreaans, Thai en Oudgrieks, zijn klanken als [p, t, k] en hun geaspireerde tegenhangers verschillende fonemen.